# لندینگ کرفت (گان) تاور
لندینگ کرفت (گان) تاور (به انگلیسی: Landing Craft (Gun) Tower) یک کشتی است که طول آن ۱۳۰ فوت (۴۰ متر) و ارتفاع آن ۵۰ فوت (۱۵ متر) می‌باشد.